# Paul Migy
Paul Migy (Porrentruy, 14 september 1814 - Bern, 1 april 1879) was een Zwitsers politicus uit het kanton Bern.

## Biografie
Paul Migy was afkomstig uit Jura, het Franstalige en overwegend rooms-katholieke deel van het Zwitserse kanton Bern. Hij studeerde rechten en was van 1848 tot 1852 rechter bij het Bondsgerechtshof. In 1854 werd voor de radicalen in de Regeringsraad van Bern gekozen. De Regeringsraad werd in die tijd gedomineerd door de conservatieven van Eduard Blösch en Ludwig von Fischer, maar de macht van de conservatieven werd bij de verkiezingen van 1858 gebroken. In de periodes 1855-1856, 1857-1858, 1859-1860, 1861-1862, 1863-1864 en 1865-1866 was hij telkens van 1 juni tot 31 mei voorzitter van de Regeringsraad. Migy was op federaal vlak ook lid van de Kantonsraad en de Nationale Raad. Van 7 juli tot 27 augustus 1851 was hij voorzitter van de Kantonsraad en van 6 juli tot 5 augustus 1857 was hij voorzitter van de Nationale Raad.